# Billel Yagoubi
Billel Yagoubi (en arabe : بلال اليعقوبي), né le 26 novembre 1998, est un judoka algérien.

## Carrière
Billel Yagoubi remporte la médaille de bronze dans la catégorie des moins de 60 kg aux Championnats d'Afrique de judo 2022 à Oran.